# Port lotniczy Asahikawa
Port lotniczy Asahikawa (IATA: AKJ, ICAO: RJEC) – port lotniczy położony w Asahikawa, w prefekturze Hokkaido, w Japonii.

## Linie lotnicze i połączenia
- ANA obsługiwane przez Air Nippon Network (Nagoja-Centrair [sezonowo])
- Tigerair Taiwan (Taipei-Taoyuan)
- Hokkaido International Airlines (Tokio-Haneda)
- Japan Airlines (Tokio-Haneda, Osaka-Itami [sezonowo])
- Jetstar Japan (Tokyo-Narita)